# Huida a Egipto (Antonio Palomino)
Huida a Egipto es una pintura del artista español Antonio Palomino. Fue creada entre los años 1712 y 1714, ya en la etapa de madurez del pintor. Fue adquirido por la Junta de Andalucía en 1997 procedente de una colección particular para su exposición en el Museo de Bellas Artes de Córdoba, donde se conserva actualmente.

## Descripción
La pintura representa el episodio evangélico de la huida a Egipto. Muestra a la virgen María y al niño montados sobre un burro a quienes acompaña a pie San José, guiados por un ángel. Puede observarse en el paisaje una palmera inclinada haciendo referencia al conocido como milagro de la palmera, que aparece en los evangelios apócrifos.